# She Wolf
She Wolf  — восьмий студійний альбом колумбійської співачки Шакіри, виданий у 9 жовтня 2009 року лейблом Epic Records.
6 липня на радіостанціях вийшла в ефір пісня «She Wolf» (в іспаномовних країнах «Loba»). Ідея цієї пісні прийшла, коли співачка працювала в студії над альбомом. Ця пісня, за словами Шакіри, про право вибору, право задовольняти свої бажання. Також з наступним синглом «Did It Again» (в іспаномовних країнах «Lo Hecho Está Hecho») вона виступила на MTV Europe Music Awards 2009. Наступним синглом платівки став «Give It Up to Me», створений спільно з Timbaland, який і став продюсером цієї пісні, але кліп вийшов тільки в США й Канаді. 22 лютого 2010 вийшов «Gypsy» — четвертий сингл з альбому (в іспан. «Gitana»). У цей час альбом проданий у кількості 303 000 тис. примірників у США. Також співачка вирушила в турне She Wolf Tour.

### Список композицій
| #   | Назва                 | Автор                                                       | Тривалість |
| --- | --------------------- | ----------------------------------------------------------- | ---------- |
| 1.  | «She Wolf»            | Shakira, Sam Endicott, John Hill                            | 3:08       |
| 2.  | «Did It Again»        | Shakira, Pharrell Williams                                  | 3:12       |
| 3.  | «Long Time»           | Shakira, Williams                                           | 2:56       |
| 4.  | «Why Wait»            | Shakira, Williams                                           | 3:41       |
| 5.  | «Good Stuff»          | Shakira, Williams                                           | 3:17       |
| 6.  | «Men in This Town»    | Shakira, Endicott, Hill                                     | 3:34       |
| 7.  | «Gypsy»               | Shakira, Amanda Ghost, Ian Dench, Carl Sturken, Evan Rogers | 3:18       |
| 8.  | «Spy (з Wyclef Jean)» | Shakira, Wyclef Jean                                        | 3:27       |
| 9.  | «Mon Amour»           | Shakira, Albert Menendez                                    | 4:05       |
| 10. | «Lo Hecho Está Hecho» | Shakira, Jorge Drexler, Williams                            | 3:12       |
| 11. | «Años Luz»            | Shakira, Drexler, Williams                                  | 3:41       |
| 12. | «Loba»                | Shakira, Endicott, Hill, Drexler                            | 3:08       |

### Список композиційLoba
| #   | Назва                 | Автор                                                       | Тривалість |
| --- | --------------------- | ----------------------------------------------------------- | ---------- |
| 1.  | «Loba»                | Shakira, Endicott, Hill, Drexler                            | 3:08       |
| 2.  | «Lo Hecho Está Hecho» | Shakira, Jorge Drexler, Williams                            | 3:12       |
| 3.  | «Mon Amour»           | Shakira, Albert Menendez                                    | 4:05       |
| 4.  | «Long Time»           | Shakira, Williams                                           | 2:56       |
| 5.  | «Good Stuff»          | Shakira, Williams                                           | 3:17       |
| 6.  | «Men in This Town»    | Shakira, Endicott, Hill                                     | 3:34       |
| 7.  | «Gypsy»               | Shakira, Amanda Ghost, Ian Dench, Carl Sturken, Evan Rogers | 3:18       |
| 8.  | «Spy (з Wyclef Jean)» | Shakira, Wyclef Jean                                        | 3:27       |
| 9.  | «Mon Amour»           | Shakira, Albert Menendez                                    | 4:05       |
| 10. | «Did It Again»        | Shakira, Pharrell Williams                                  | 3:12       |
| 11. | «Why Wait»            | Shakira, Williams                                           | 3:41       |
| 12. | «She Wolf»            | Shakira, Sam Endicott, John Hill                            | 3:08       |

## Сингли
- «She Wolf» (6 липня 2009)
- «Loba» (29 червня 2009)
- «Did It Again» / «Lo Hecho Está Hecho» (16 жовтня 2009)
- «Give It Up to Me» (10 листопада 2009)
- «Gypsy» (26 березня 2010)
- «Gitana» (19 лютого 2010)